# Râle à ventre roux
Eulabeornis castaneoventris
Genre
Espèce
Statut de conservation UICN

 LC  : Préoccupation mineure
Le Râle à ventre roux (Eulabeornis castaneoventris) est une espèce d'oiseaux de la famille des Rallidae, l'unique représentante du genre Eulabeornis.

## Répartition
Cet oiseau peuple les îles Aru et la côte nord australienne.